# Без дома, без гроба
Без дома, без гроба (ромс. Bi kheresko bi limoresko) је збирка поезије на ромском и српском језику аутора Рајка Ђурића (ромс. Raiko Juric објављена 1979. године у издању Нолита из Београда. Са ромског језика превео аутор.

## О писцу
Рајко Ђурић је рођен у Малом Орашју, 3. октобра 1947, умро у Београду, 2. новембара 2020. године. Био је српски писац, политичар и председник Уније Рома Србије.  Био је и председник Међународне ромске уније и генерални секретар Ромског центра Међународног ПЕН центра.

## О књизи
Песма по којој и збирка носи назив Без дома, без гроба је једна од Ђурићевих највећих дела. Песма је постала малтене ромска химна - као Ђелем, ђелем.
Текст песме чувене тужбалице Без дома, без гроба на ромском и српском језику:
| '“BI KHERESKO, BI LIMORESKO“ |
| Ooo, lele mange sajek! O - joj, dade morejana! Tu bi limoresko, Amen bi kheresko. Te avas e balvalake po phurdipe. E themeske po khandipe. Kaj maj? Džikaj maj? O - joj, daje gudlijena! Pe savo barh te ačhav? Kotar tut te akharav? Phandlo si amenge o del, I phuv bi khanikasko, (Kerdol pe 'menge) Kaj maj? Džikaj maj? Kon duravol Kon pašavol, Maškar e xasarde droma dživdimaske?! |

| '“ БЕЗ ДОМА, БЕЗ ГРОБА“ |
| Ооо, леле мени довека! О - јој, оче мој! Ти без гроба, Ми без дома, Да смо ветру на помету А свету на измету. Куда ћемо? Докле ћемо? О - јој, мила мати! На који ћу камен стати? Одакле те дозивати? Небо нам је затворено, Земља пуста, без икога (Чини нам се). Куда ћемо? Докле ћемо? Ко ли ближе, Ко ли даље Кроз беспућа бивствовања? |